# Đạo luật Dân quyền năm 1957
Đạo luật Dân quyền năm 1957 là luật dân quyền liên bang đầu tiên được Quốc hội Hoa Kỳ thông qua kể từ Đạo luật Dân quyền năm 1875. Dự luật đã được Quốc hội Hoa Kỳ khóa 85 thông qua và được Tổng thống Dwight D. Eisenhower ký thành luật vào ngày 9 tháng Chín năm 1957.
Phán quyết năm 1954 của Tòa án Tối cao trong vụ Brown v. Hội đồng Giáo dục đưa vấn đề phi phân biệt chủng tộc tại trường học lên sự chú ý hàng đầu của công chúng, khi các nhà lãnh đạo Đảng Dân chủ miền Nam bắt đầu một chiến dịch "kháng cự lớn" chống lại sự phi phân biệt chủng tộc. Giữa chiến dịch này, Tổng thống Eisenhower đã đề xuất một dự luật dân quyền được thiết kế để cung cấp sự bảo hộ liên bang đối với quyền bầu cử của người Mỹ gốc Phi; hầu hết người Mỹ gốc Phi ở miền Nam Hoa Kỳ đã bị tước quyền bởi luật pháp tiểu bang và địa phương. Mặc dù dự luật dân quyền đã được Quốc hội thông qua, những người phản đối đạo luật vẫn có thể xóa bỏ hoặc làm suy yếu một số điều khoản bằng tu chính án Anderson – Aiken và bản tu chính án xét xử bồi thẩm đoàn O'Mahoney, làm giảm đáng kể tác động tức thời của nó. Trong cuộc tranh luận về luật pháp này, Thượng nghị sĩ Strom Thurmond đã tiến hành cuộc câu giờ một người dài nhất trong lịch sử Thượng viện. Dưới sự chỉ đạo của Lãnh tụ Đa số Thượng viện Lyndon B. Johnson của bang Texas, Thượng viện đã thông qua phiên bản yếu kém hơn, nhưng cũng có thể được thông qua, của dự luật Hạ viện, trong đó loại bỏ các điều khoản nghiêm ngặt bảo hộ quyền bỏ phiếu.
Mặc dù có tác động hạn chế đến sự tham chính của cử tri người Mỹ gốc Phi, Đạo luật Dân quyền năm 1957 đã thành lập Ủy ban Dân quyền Hoa Kỳ và Bộ phận Dân quyền của Bộ Tư pháp Hoa Kỳ. Quốc hội sau đó thông qua các luật dân quyền có hiệu quả hơn dưới hình thức Đạo luật Dân quyền năm 1960, Đạo luật Dân quyền năm 1964 và Đạo luật Quyền Bầu cử năm 1965.

## Bối cảnh
Sau phán quyết của Tòa án Tối cao ở vụ kiện Brown, cuối cùng dẫn đến sự hòa nhập (còn gọi là phi phân biệt chủng tộc) của các trường công lập, người da trắng miền Nam bắt đầu chiến dịch "Kháng cự lớn". Bạo lực chống lại người da đen gia tăng; Tổng thống Dwight D. Eisenhower ra lệnh cho lính dù Hoa Kỳ thuộc Sư đoàn Dù 101 bảo vệ chín thanh thiếu niên da đen hòa nhập vào một trường công lập tại Little Rock, Arkansas đã đánh dấu lần đầu tiên quân đội liên bang được triển khai ở miền Nam để giải quyết các vấn đề dân quyền kể từ Thời kỳ Tái thiết (thời kỳ sau Nội Chiến Mỹ). Trước đó đã liên tiếp xảy ra các vụ tấn công thân thể nhằm vào các nhà hoạt động bị nghi ngờ và các vụ đánh bom trường học và nhà thờ ở miền Nam. Một phần để xoa dịu những lời kêu gọi cải cách sâu rộng hơn, Tổng thống Eisenhower đã đề xuất một dự luật dân quyền nhằm tăng cường bảo vệ quyền bầu cử của người Mỹ gốc Phi.
Đến năm 1957, chỉ có khoảng 20% người da đen được đăng ký để bỏ phiếu. Mặc dù chiếm đa số ở nhiều địa hạt và khu vực quốc hội ở miền Nam, hầu hết người da đen đã bị tước quyền thực hiện bởi các quy tắc và luật lệ đăng ký cử tri có tính phân biệt ở các tiểu bang đó kể từ cuối thế kỷ thứ 19 và đầu thế kỷ thứ 20 được những đảng viên Đảng Dân chủ miền Nam thiết lập và tuyên truyền. Các tổ chức dân quyền đã thu thập bằng chứng về các hành vi phân biệt đối xử, chẳng hạn như việc phát hành các bài kiểm tra khả năng đọc hiểu và thuế đầu người. Trong khi các tiểu bang có quyền thiết lập quy tắc đăng ký cử tri và bầu cử, chính phủ liên bang tự nhận vai trò giám sát trong việc đảm bảo rằng công dân có thể thực hiện quyền bầu cử hiến định để bầu các quan chức liên bang: cử tri cho tổng thống và phó tổng thống và các thành viên của Quốc hội Hoa Kỳ.